# Tmesisternus adspersarius
Tmesisternus adspersarius es una especie de escarabajo del género Tmesisternus, familia Cerambycidae. Fue descrita científicamente por Breuning en 1939.
Habita en Papúa Nueva Guinea. Esta especie mide 17-26 mm.